# Gjiri i Ftelias
Gjiri i Ftelias är en vik i Albanien, på gränsen till Grekland. Den ligger i den södra delen av landet, 180 km söder om huvudstaden Tirana.